# Theodosius-Hafen

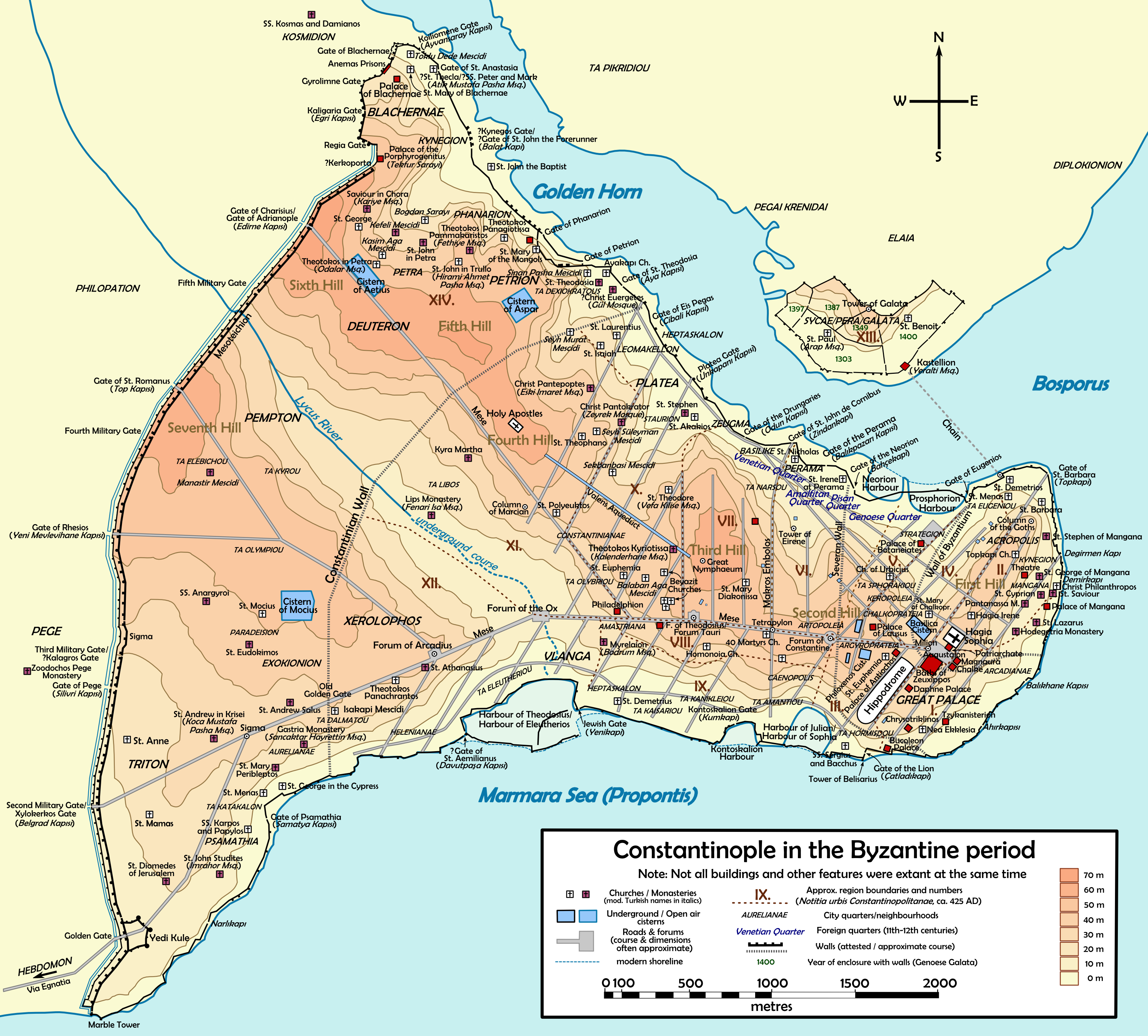
Karte von Konstantinopel in byzantinischer Zeit

Der Theodosius-Hafen (griechisch λιμήν Θεοδοσίου, lateinisch portus Theodosiacus), auch Eleutherios-Hafen (griechisch λιμήν Ἐλευθερίου) war ein Hafen im byzantinischen Konstantinopel.

## Lage
Der Hafen lag an der Südküste Konstantinopels am Marmarameer im Süden des heutigen Stadtviertels Yenikapı im Istanbuler Stadtbezirk Fatih. Die anderen Häfen der Stadt waren der Julian-Hafen und der kleinere Hafen des Bukoleon-Palasts im Süden und der Neorion-Hafen und der Prosphorion-Hafen auf der nördlichen Seite am Goldenen Horn.

## Geschichte

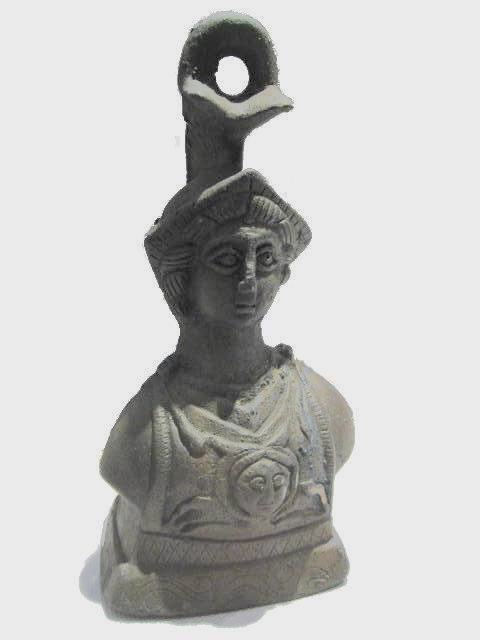
Gefunden im Hafenbecken: Gewicht einer Waage

Erstmals erwähnt wird der Hafen um 425 in der Notitia Urbis Constantinopolitanae und der 12. Stadtregion (regio duodecima) zugeordnet.:39 Angelegt wurde er allerdings schon früher, möglicherweise um 395 nach Christus unter Theodosius I., zur Entlastung der bereits bestehenden Anlegestellen und für den Transport von Versorgungsgütern für die Stadt. Neben Gebrauchsgegenständen wurde vor allem Getreide aus Ägypten angelandet, das in Getreidespeichern zwischengelagert wurde.:39
Der Hafen war gut geschützt. Eine Seemauer schützte die Stadt und im Jahre 671/672 stationierte Kaiser Konstantin IV. als Reaktion auf die Vorstöße der arabischen Flotte im Hafen mehrere Dromonen, die mit Feuerschleudern ausgerüstet waren. In der späten Palaiologenzeit wurden außerdem Molen-Türme erbaut.:41
Das Gebiet verlandete durch den in den Hafen mündenden Lykos in den folgenden Jahrhunderten und das soll den Verkehr ab dem 12. Jahrhundert stark eingeschränkt haben.:41
Der Reisende und Schriftsteller Pierre Gilles schrieb in seinem 1561 erschienenen Buch De topographia Constantinopoleos von einem weitgehend verschütteten Hafen, in dem sich nun ausgedehnte Gärten befanden. Mehrere Weiher sorgten für die Bewässerung der Pflanzungen und werden heute als Reste des einstigen Hafens gewertet. Eine 12 Fuß breite und 600 Schritt lange Mole war noch vorhanden. An der noch vorhandenen Hafenmündung, die sich nach Osten öffnete, war zu dieser Zeit noch Schiffsverkehr möglich. Diese Reste des einstigen Hafens wurden um 1759/1760 mit Erdmassen aufgefüllt, die von der Baustelle der Laleli-Moschee stammten. Sultan Mustafa III. schuf hier mit der Yeni Mahalle ein neues Stadtviertel.:44 Auf einer Stadtansicht des Malers Konstantinos Kaldes aus dem Jahre 1851 ist im Bereich von Yenikapı nur noch eine geschlossene Uferbebauung zu erkennen.:44

## Ausgrabungen 2005
Im Jahr 2004 wurde mit dem Marmaray-Projekt begonnen, mit dem der Ausbau der bestehenden Verkehrsverbindungen des Istanbuler U-Bahn-Systems vorangetrieben werden sollte. Die Pläne sahen eine insgesamt 76 km lange Bahnlinie mit 40 neuen Stationen entlang der Marmarameerküste vor. Außerdem sollten über einen Tunnel die europäische und die asiatische Seite der Stadt verbunden werden. Im November 2005 entdeckten Arbeiter beim Bau des Station Yenikapı die Überreste eines Hafens. Ausgrabungen bestätigten, dass der gefundene Ort der alte Hafen aus dem 4. Jahrhundert war. Mit 58.000 Quadratmetern Fläche entstand hier der größte Ausgrabungsort Istanbuls.:35
Bereits in den oberen Schichten, gut 3 Meter unter dem heutigen Meeresspiegel, entdeckten Archäologen des Archäologischen Museums Istanbul Reste der Stadtmauer, die unter Konstantin dem Großen errichtet worden war, und Gebäudestrukturen osmanischer Werkstätten und Handwerksbetriebe. Außerdem fand man die Überreste von 37 byzantinischen Schiffen aus dem 5. bis 10. Jahrhundert, darunter auch mehrere byzantinische Galeeren, die hier erstmals entdeckt wurden.:46 f. Sie enthielten vor allem Lampen, Küchenutensilien, Amphoren mit Nahrungsmittelresten, Gewichte, Nadeln und Spielsteine, Anker, Kämme und Drehscheiben.:46 f.
Die Ausgrabungen förderten die ältesten Spuren der Besiedlung Konstantinopels zutage. Gefunden wurden in mehr als 6 Metern Tiefe neolithische Gebrauchsgegenstände, aber auch Knochenreste, die aus der Zeit um 6500 vor Christus stammen. Die Knochenreste stammen aus steinzeitlichen Gräbern einer Frau, eines Kindes und eines Mannes. Es fanden sich Grabbeigaben und Körner einer domestizierten Getreidesorte. Außerdem wurden erstmals an einer türkischen Fundstätte Urnen aus dem Neolithikum gefunden.
Ungewöhnlich ist die Zahl der gefundenen Tierskelette. Mehr als 20.000 Skelette von 54 Tierarten wurden ausgegraben. Die größte Gruppe der Knochenfunde stammt von Pferden, gefolgt von Rindern und Schafen, aber auch Schweinen, Hunden, Eseln und Ziegen sowie Hühnern, Gänsen und Enten. Bemerkenswert sind die große Anzahl von 240 Kamelen und die relative kleine Zahl von Katzenskeletten. Auch Fische wurden offensichtlich gehandelt, darunter Thunfische und Delfine. Aber auch exotische Tiere kommen vor: Land- und Meeresschildkröten, Strauße, Elefanten und Bären, zwei Primaten und eine Gazelle.:48 f.

## Funde

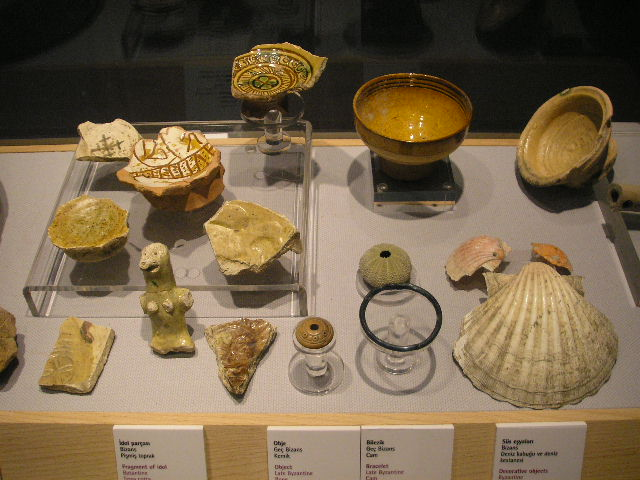
Funde aus byzantinischer Zeit
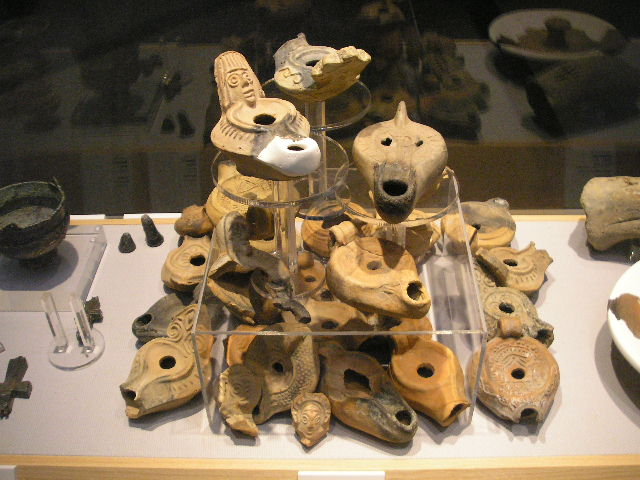
Öllampen
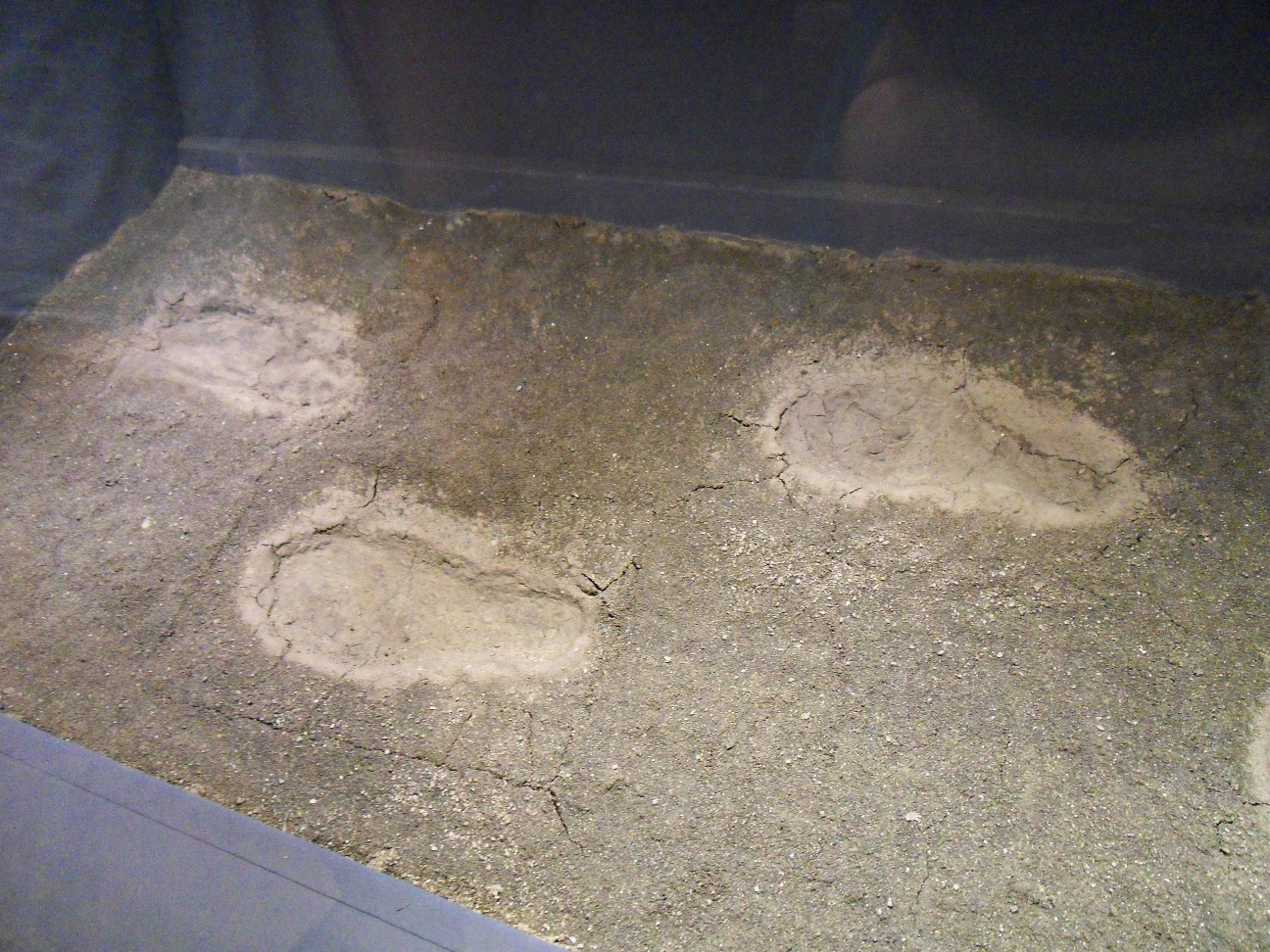
Fußspuren
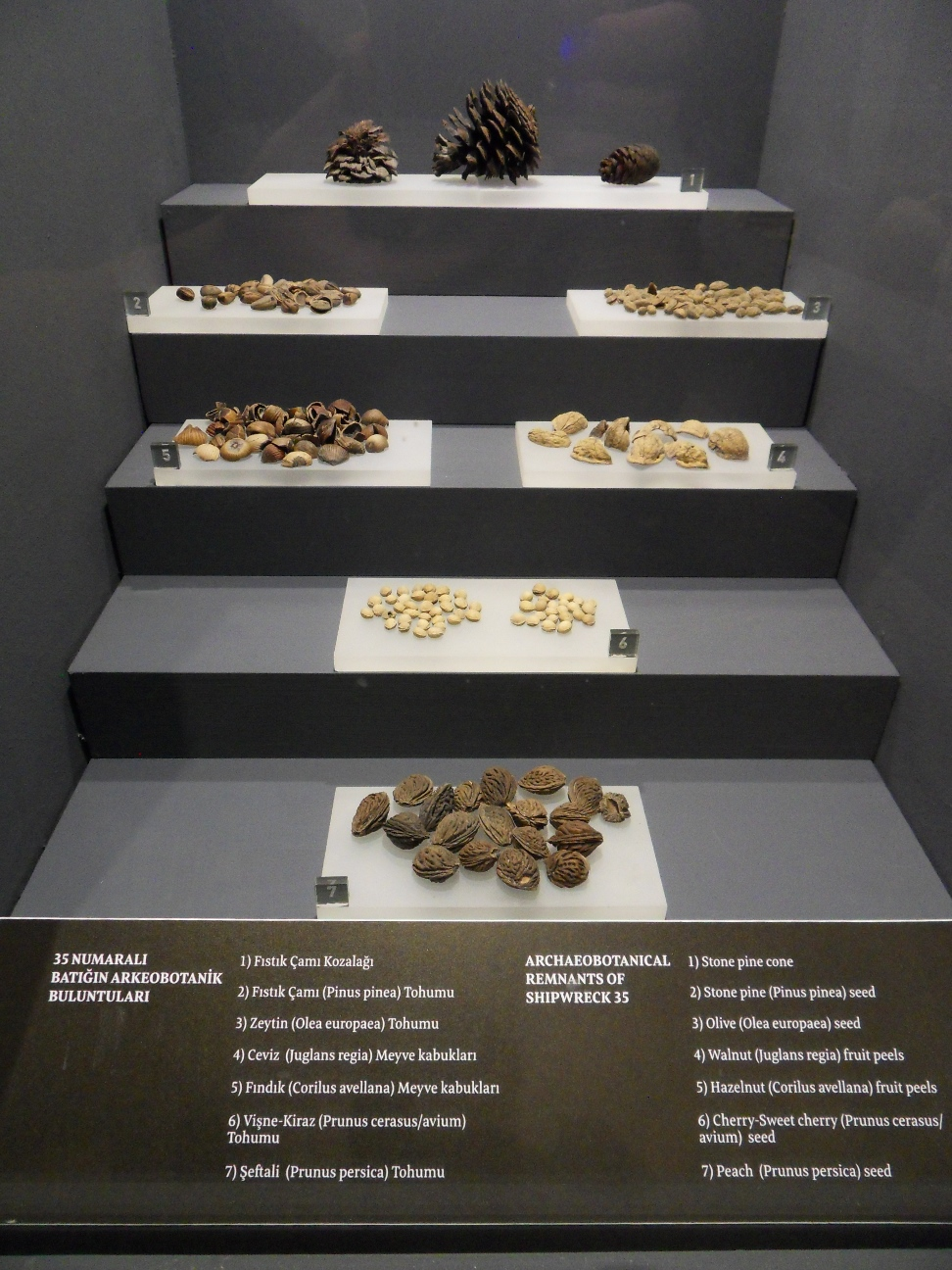
Samen
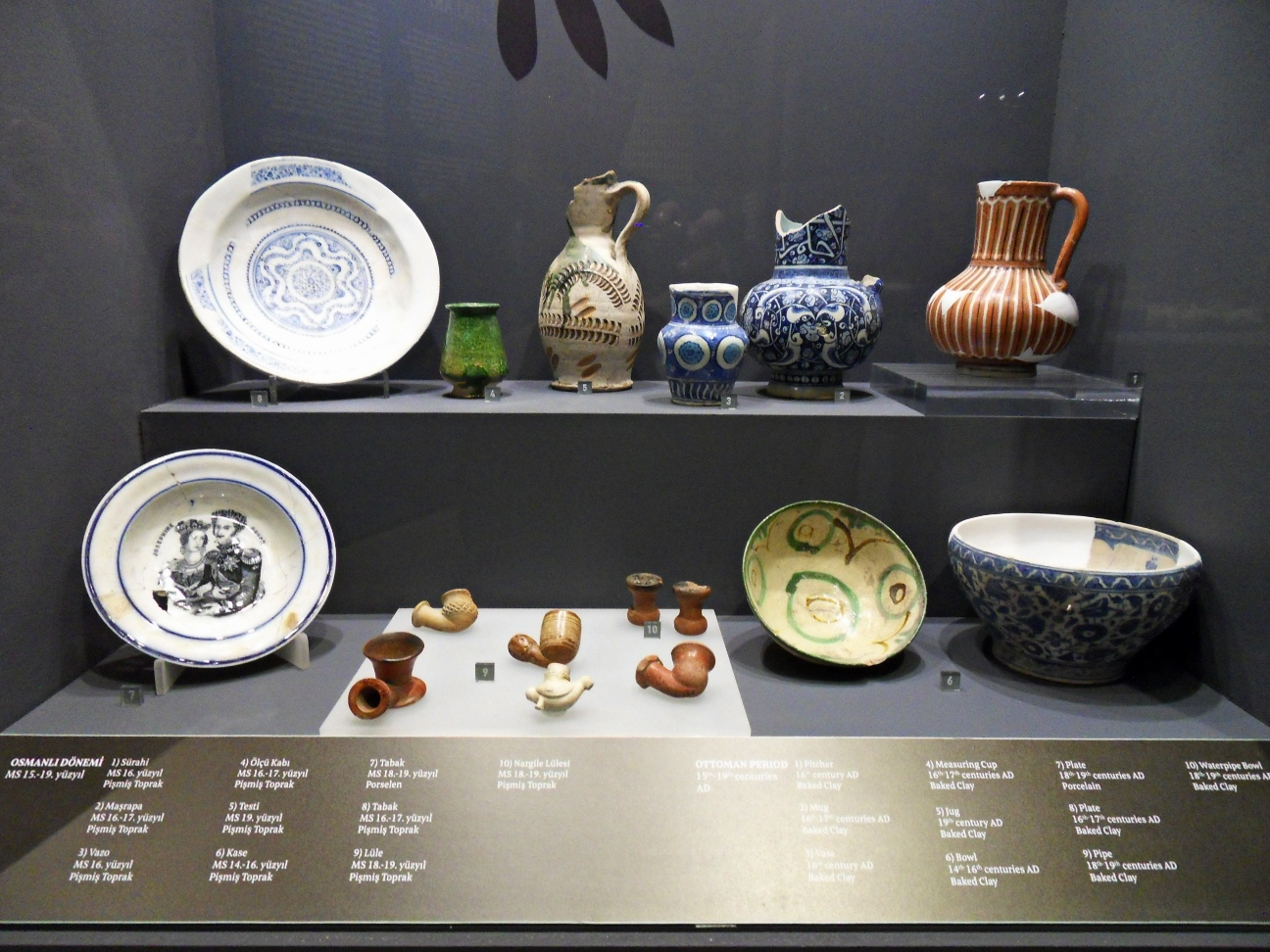
Platten und Schüsseln
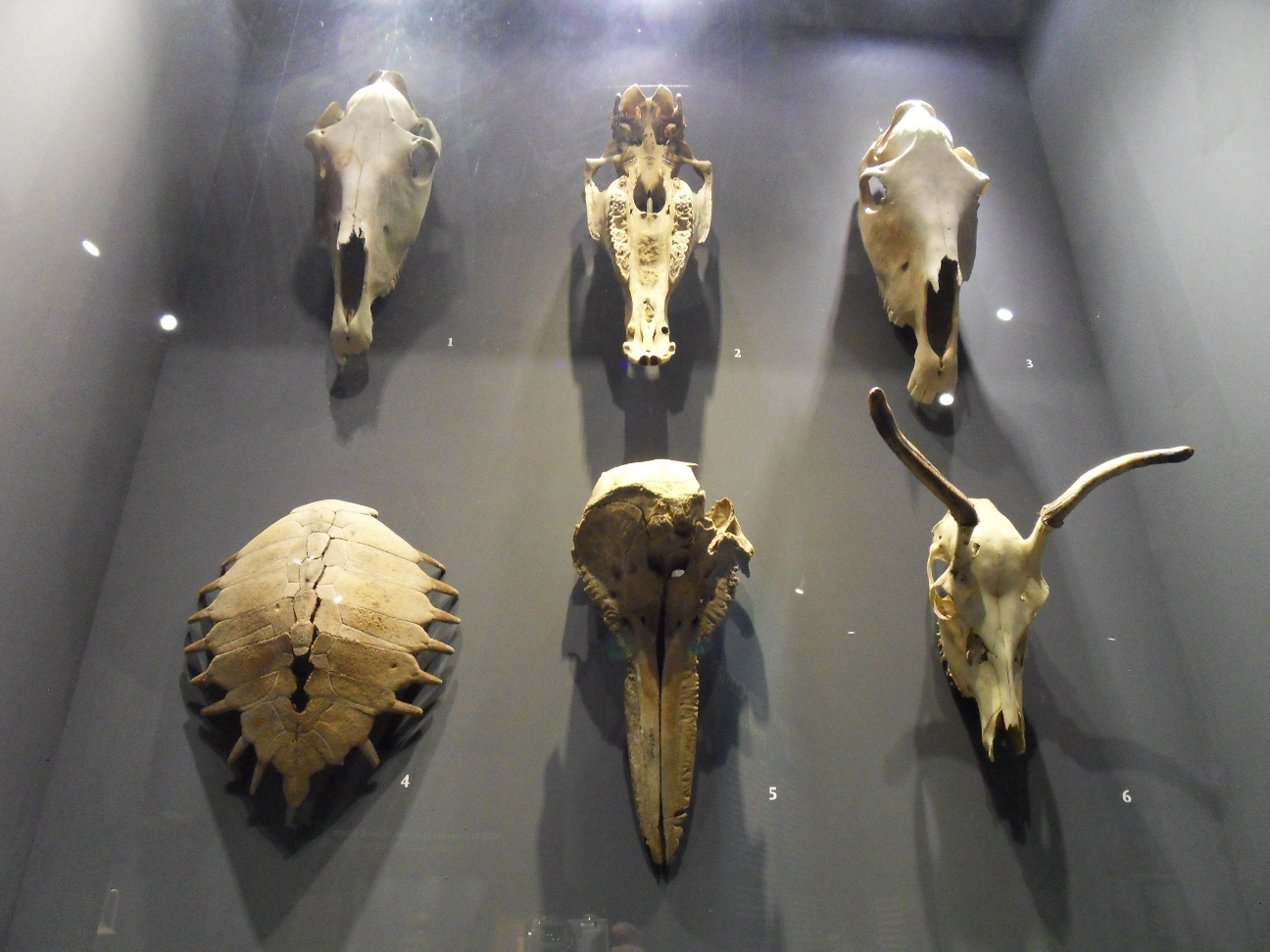
Knochen von Tieren